# William Cosmo Monkhouse
William Cosmo Monkhouse (ur. 18 marca 1840 w Londynie, zm. 20 lipca 1901 w Skegness) – angielski poeta i krytyk artystyczny. Pisał między innymi poezje niepoważne (Nonsense Rhymes) w formie limeryku. 
There once was a girl of Lahore,
The same shape behind as before;
As no one knew where
To offer a chair,
She had to sit down on the floor